# Larissa Cunha
Larissa Cunha (16 de março de 1976, Curitiba) é uma fisiculturista brasileira. Possui licenciatura em educação física pela PUC-PR, bacharel em Nutrição, é especialista em treinamento desportivo pela UFPR.
Larissa consegue erguer mais de 130 kg no supino e com as pernas mais de 450 kg e possui 3% de gordura corporal.

## Títulos
- Campeã Mundial NAC WORLD 2014
- Campeã Mundial Nabba World International 2010[4]
- Miss Physique Universe 2009[5]
- Vice Campeã Mundial 2007[6]
- Campeã Sulamericana 2007[6]
- Tri-campeã Brasileira 2006/2008[6]
- Campeã Paulista 2006
- Bicampeã Copa Sul-Sudeste 2005/2006
- Vicecampeã Sulamérica 2006
- Pentacampeã Paranaense de Fisiculturismo[6]

## Televisão
| Ano  | Título            | Personagem   |
| ---- | ----------------- | ------------ |
| 2010 | Aventuras do Didi | Vilminha     |
| 2013 | Pé na Cova        | Conan        |
| 2013 | Zorra Total       | Mulher forte |